# Laia Manzanares
Laia Manzanares Tomàs (Barcellona, 30 marzo 1994) è un'attrice spagnola, vincitrice del premio Fugaz 2019 alla migliore attrice per la sua interpretazione in La Tierra llamando a Ana.

## Filmografia parziale

### Cinema
- Il regno (2018)

### Televisione
- Merlí (2015-2018)